# Орден Признания (ЦАР)
Национальный орден Центральноафриканского признания (фр. Ordre national de la reconnaissance centrafricaine) — государственная награда Центральноафриканской Республики.

## История
Орден Признания был учреждён 21 мая 1962 года в двух классах для награждения за выдающуюся службу перед страной.

## Степени
Изначально орден имел два класса:
 кавалер — знак на нагрудной ленте,
 офицер — знак на нагрудной ленте с розеткой.
В дальнейшем орден был преобразован по образцу ордена Почётного легиона и добавлены три высших класса:
 командор — знак на ленте на шее;
 великий офицер — знак на нагрудной ленте с розеткой и звезда на правой стороне груди;
 Большой крест — знак на ленте через плечо и звезда на левой стороне груди.

## Описание
Знак ордена — серебряная пятиконечная звезда с прямыми двугранными лучами и позолоченными штралами между лучей в виде пальмовых листьев. В центре звезды круглый серебряный медальон с широким позолоченным ободком. В центре медальона изображён многолепестковый цветок. На ободке надпись: «UNITE • DIGNITE • TRAVAIL».
Реверс знака гладкий с центральным медальоном, в котором на ободке надпись: внизу год учреждения ордена — «1962», вверху — «REPUBLIQUE CENTRAFRICAINE», в центре медальона по окружности надпись — «RECONNAISSANCE».
Диаметр знака младших степеней — 40 мм, знак старших степеней несколько большего размера. Знак при помощи кольца крепится к орденской ленте.
Звезда ордена восьмиконечная с наложенным на центр знаком ордена. Звезда великого офицера серебряная, звезда Большого креста — позолоченная.
Лента ордена шёлковая муаровая светло-голубого цвета, шириной 37 мм, с красной и белой полосками, отстающим от края справа, и жёлтой и зелёной полосками, отстающими от края слева. Ширина полосок — 2 мм, расстояние от края — 4 мм.